# 6-Stunden-Rennen von Fuji 2019

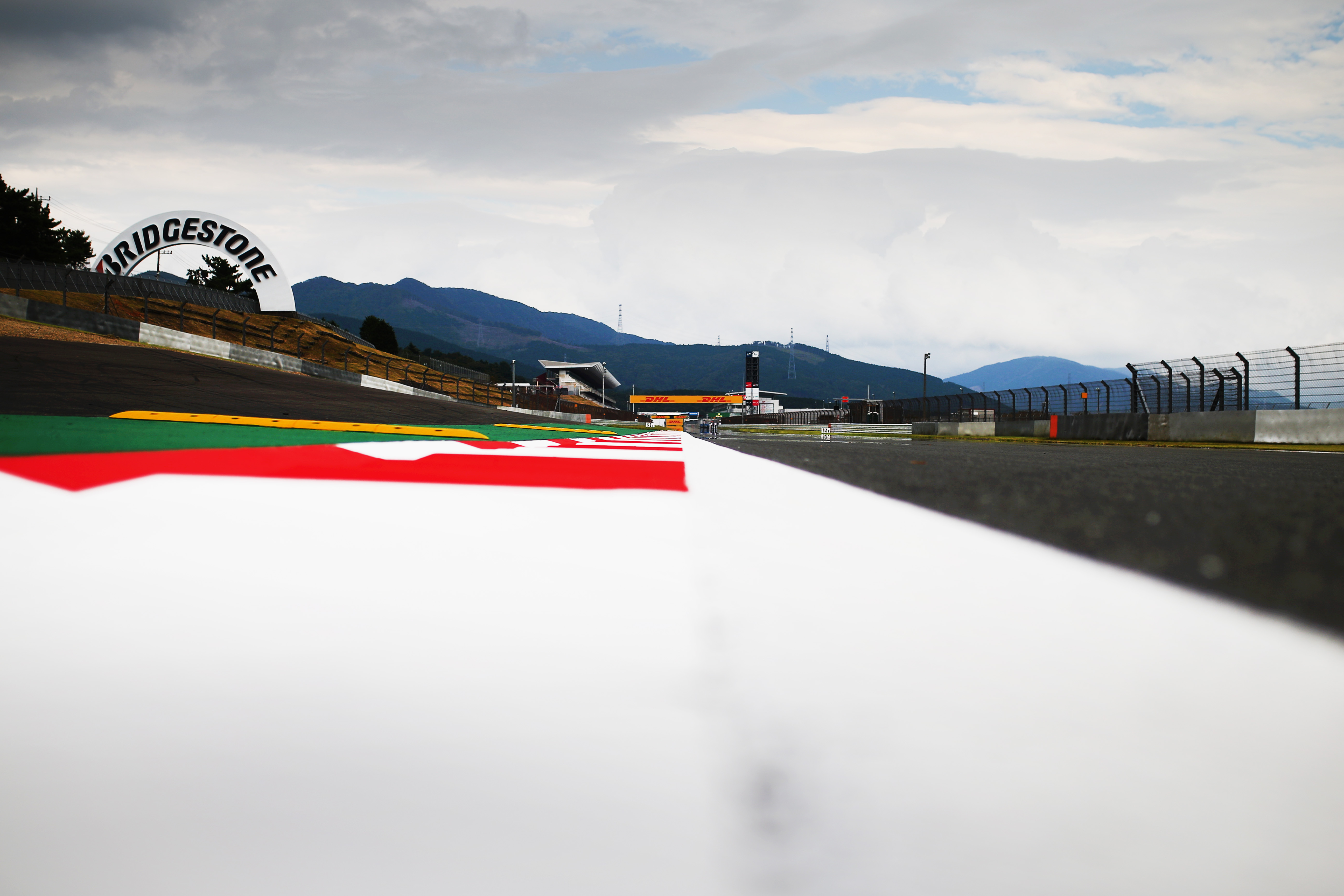
Blick auf die Start- und Zielgerade des Fuji Speedway

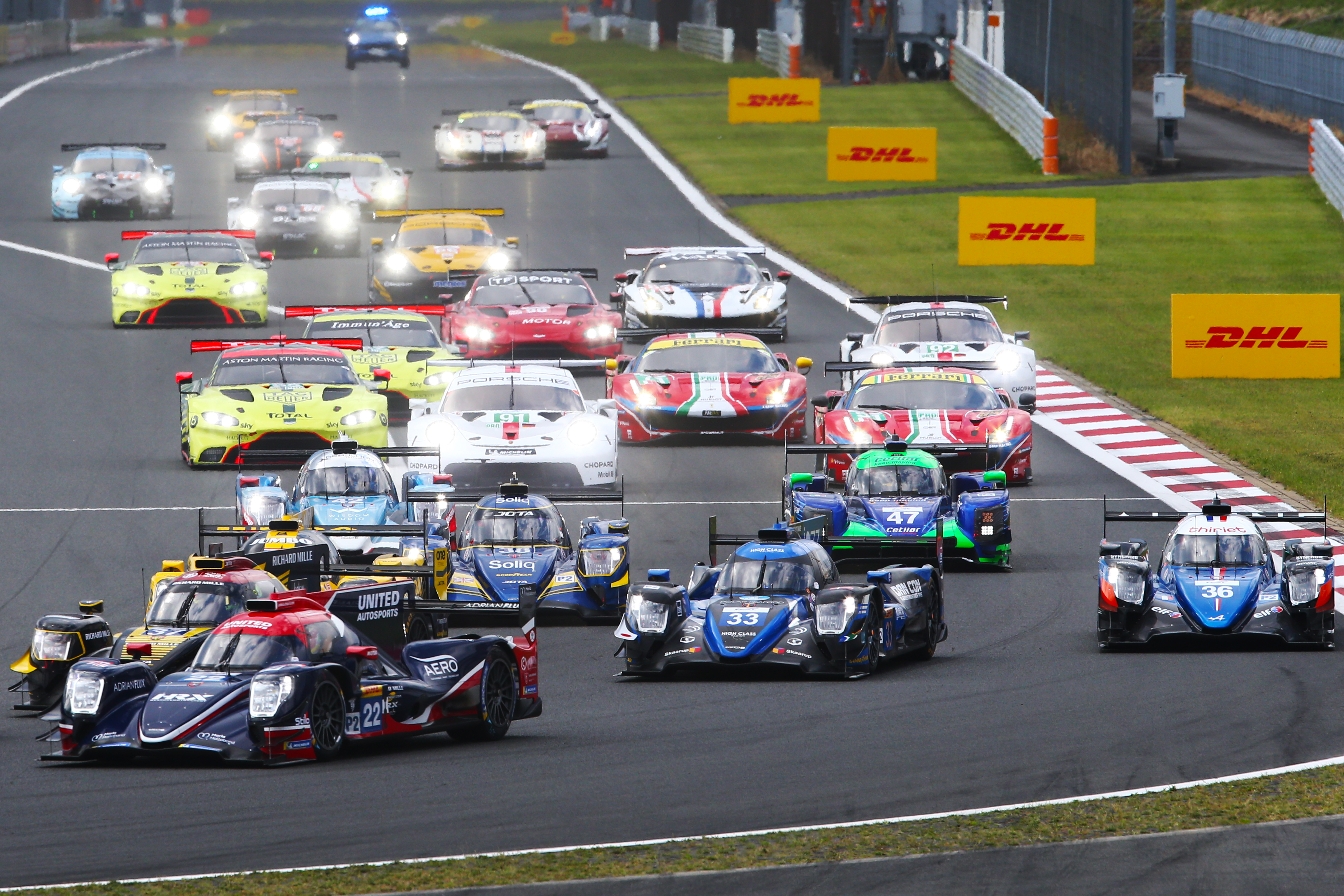
Rennstart der LMP2 Klasse und den LMGTE Klassen

Das achte 6-Stunden-Rennen von Fuji, auch 6 Hours of Fuji, fand am 6. Oktober 2019 auf dem Fuji International Speedway statt und war der zweite Wertungslauf der FIA-Langstrecken-Weltmeisterschaft 2019/20.

## Vor dem Rennen
Mit einem Fahrzeug weniger gegenüber Silverstone in der Meldeliste traten 30 Fahrzeuge in Fuji an. Die beste Startposition in der LMGTE-Pro-Klasse konnten die Porsche-Werksfahrer Gianmaria Bruni und Richard Lietz herausfahren. In der Amateurklasse platzierte sich der Aston Martin Vantage AMR mit der Nummer 90, eingesetzt von TF Sport, an die Spitze seiner Klasse. Die ursprünglich beste Zeit konnte sich der Porsche mit der Nr. 57 von Team Project 1 sichern. Dem Fahrzeug wurden jedoch wegen Homologationsproblemen mit dem Schnellöffnungssystem des Autos alle Zeiten gestrichen, so dass der Porsche vom Ende des Feldes in das Rennen gehen musste.
Toyota sicherte sich trotz beschnittener Leistung gegenüber dem Lauf in Silverstone eine Doppelpole in der LMP1-Klasse. Der Toyota TS050 Hybrid mit der Nummer 8 platzierte sich vor dem Schwesterfahrzeug mit der Nummer 7, bester privat eingesetzter LMP1-Prototyp war der Rebellion R13 von Rebellion Racing. In der LMP2-Klasse startete der Oreca 07 mit der Nummer 22 von United Autosports an bester Startposition.

## Das Rennen
Kurz nach dem Rennstart konnte der Rebellion-Pilot Bruno Senna den Toyota TS050 Hybrid von Kamui Kobayashi überholen, die beiden Fahrzeuge duellierten sich, bis die Überrundungen der GT-Fahrzeuge anstanden; während der Überrundungen konnte sich Kobayashi durchsetzen. Nach eineinhalb Stunden begann es zu regnen, was zu einigen Drehern der Fahrzeuge führte, alle konnten aber die Fahrt fortsetzen.
Die ersten drei Fahrzeuge überfuhren die Ziellinie in der gleichen Reihenfolge, wie sie starteten. Buemi, Nakajima und Hartley gewannen das Rennen vor den Schwesterfahrzeugen von Conway, Kobayashi und López, dahinter kam der Rebellion. In der LMP2-Klasse gewannen van Eerd, van der Garde und de Vries im Oreca 07 vom Racing Team Nederland mit einer Runde Vorsprung vor dem baugleichen Oreca von Jackie Chan DC Racing. In den GT-Klassen gab es einen Doppelsieg für den Aston Martin Vantage AMR. In der LMGTE-Pro-Wertung waren die Werksfahrer Thiim und Sørensen erfolgreich, in der Amateurwertung siegten Yoluc, Eastwood und Adam von TF Sport.
Nachträglich disqualifiziert wurde der von Jota Sport eingesetzte Oreca 07 mit der Nr. 38 wegen einer nicht bestandenen technischen Kontrolle nach dem Rennen.

## Ergebnisse

### Schlussklassement
| Pos.            | Klasse    | Nr. | Team                  | Fahrer                                                   | Fahrzeug                 | Runden |
| --------------- | --------- | --- | --------------------- | -------------------------------------------------------- | ------------------------ | ------ |
| 1               | LMP1      | 8   | Toyota Gazoo Racing   | Sébastien Buemi Kazuki Nakajima Brendon Hartley          | Toyota TS050 Hybrid      | 232    |
| 2               | LMP1      | 7   | Toyota Gazoo Racing   | Mike Conway Kamui Kobayashi José María López             | Toyota TS050 Hybrid      | 232    |
| 3               | LMP1      | 1   | Rebellion Racing      | Bruno Senna Gustavo Menezes Norman Nato                  | Rebellion R13            | 230    |
| 4               | LMP2      | 29  | Racing Team Nederland | Frits van Eerd Giedo van der Garde Nyck de Vries         | Oreca 07                 | 222    |
| 5               | LMP2      | 37  | Jackie Chan DC Racing | Ho-Pin Tung Gabriel Aubry Will Stevens                   | Oreca 07                 | 221    |
| 6               | LMP2      | 22  | United Autosports     | Philip Hanson Filipe Albuquerque Oliver Jarvis           | Oreca 07                 | 220    |
| 7               | LMP2      | 33  | High Class Racing     | Mark Patterson Kenta Yamashita Anders Fjordbach          | Oreca 07                 | 219    |
| 8               | LMP2      | 42  | Cool Racing           | Nicolas Lapierre Antonin Borga Alexandre Coigny          | Oreca 07                 | 219    |
| 9               | LMP1      | 6   | Team LNT              | Mike Simpson Charlie Robertson Guy Smith                 | Ginetta G60-LT-P1        | 218    |
| 10              | LMP2      | 36  | Signatech Alpine Elf  | Thomas Laurent Andre Negrao Pierre Ragues                | Alpine A470              | 217    |
| 11              | LMP1      | 5   | Team LNT              | Luca Ghiotto Ben Hanley Jegor Orudschew                  | Ginetta G60-LT-P1        | 216    |
| 12              | LMP2      | 47  | Cetilar Racing        | Roberto Lacorte Andrea Belicchi Giorgio Sernagiotto      | Dallara P217             | 216    |
| 13              | LMGTE Pro | 95  | Aston Martin Racing   | Nicki Thiim Marco Sørensen                               | Aston Martin Vantage AMR | 211    |
| 14              | LMGTE Pro | 92  | Porsche GT Team       | Michael Christensen Kévin Estre                          | Porsche 911 RSR - 19     | 210    |
| 15              | LMGTE Pro | 97  | Aston Martin Racing   | Alex Lynn Maxime Martin                                  | Aston Martin Vantage AMR | 210    |
| 16              | LMGTE Pro | 51  | AF Corse              | James Calado Alessandro Pier Guidi                       | Ferrari 488 GTE EVO      | 210    |
| 17              | LMGTE Pro | 71  | AF Corse              | Davide Rigon Miguel Molina                               | Ferrari 488 GTE EVO      | 209    |
| 18              | LMGTE Pro | 91  | Porsche GT Team       | Gianmaria Bruni Richard Lietz                            | Porsche 911 RSR - 19     | 209    |
| 19              | LMGTE Am  | 90  | TF Sport              | Salih Yoluç Charlie Eastwood Jonny Adam                  | Aston Martin Vantage AMR | 208    |
| 20              | LMGTE Am  | 83  | AF Corse              | Nicklas Nielsen Emmanuel Collard François Perrodo        | Ferrari 488 GTE EVO      | 207    |
| 21              | LMGTE Am  | 57  | Team Project 1        | Ben Keating Felipe Fraga Jeroen Bleekemolen              | Porsche 911 RSR          | 207    |
| 22              | LMGTE Am  | 70  | MR Racing             | Motoaki Ishikawa Olivier Beretta Kei Cozzolino           | Ferrari 488 GTE EVO      | 207    |
| 23              | LMGTE Am  | 77  | Dempsey-Proton Racing | Christian Ried Matt Campbell Riccardo Pera               | Porsche 911 RSR          | 207    |
| 24              | LMGTE Am  | 54  | AF Corse              | Thomas Flohr Francesco Castellacci Giancarlo Fisichella  | Ferrari 488 GTE EVO      | 206    |
| 25              | LMGTE Am  | 56  | Team Project 1        | Egidio Perfetti David Heinemeier Hansson Matteo Cairoli  | Porsche 911 RSR          | 113    |
| 26              | LMGTE Am  | 86  | Gulf Racing           | Mike Wainwright Andrew Watson Ben Barker                 | Porsche 911 RSR          | 204    |
| 27              | LMGTE Am  | 88  | Dempsey-Proton Racing | Thomas Preining Adrien de Leener Satoshi Hoshino         | Porsche 911 RSR          | 198    |
| 28              | LMGTE Am  | 62  | Red River Sport       | Bonamy Grimes Johnny Mowlem Charlie Hollings             | Ferrari 488 GTE EVO      | 197    |
| 29              | LMGTE Am  | 98  | Aston Martin Racing   | Paul Dalla Lana Darren Turner Ross Gunn                  | Aston Martin Vantage AMR | 186    |
| Disqualifiziert |           |     |                       |                                                          |                          |        |
| 30              | LMP2      | 38  | Jota Sport            | Roberto González Antonio Felix da Costa Anthony Davidson | Oreca 07                 | 222    |

### Nur in der Meldeliste
Zu diesem Rennen sind keine weiteren Meldungen bekannt.

### Klassensieger
| Klasse    | Fahrer          | Fahrer              | Fahrer          | Fahrzeug                 | Platzierung im Gesamtklassement |
| --------- | --------------- | ------------------- | --------------- | ------------------------ | ------------------------------- |
| LMP1      | Sébastien Buemi | Kazuki Nakajima     | Brendon Hartley | Toyota TS050 Hybrid      | Gesamtsieg                      |
| LMP2      | Frits van Eerd  | Giedo van der Garde | Nyck de Vries   | Oreca 07                 | Rang 4                          |
| LMGTE Pro | Nicki Thiim     | Marco Sørensen      |                 | Aston Martin Vantage AMR | Rang 13                         |
| LMGTE Am  | Salih Yoluc     | Charlie Eastwood    | Jonny Adam      | Aston Martin Vantage AMR | Rang 19                         |

### Renndaten
- Gemeldet: 30
- Gestartet: 30
- Gewertet: 29
- Rennklassen: 4
- Zuschauer: unbekannt
- Wetter am Renntag: kühl und wechselhaft
- Streckenlänge: 5,891 km
- Fahrzeit des Siegerteams: 6:00:30,025 Stunden
- Gesamtrunden des Siegerteams: 232
- Gesamtdistanz des Siegerteams: 1.366,712 Kilometer
- Siegerschnitt: unbekannt
- Pole-Position: Kazuki Nakajima & Brendon Hartley – Toyota TS050 Hybrid (#8) – 1:25.013[4]
- Schnellste Rennrunde: Sebastien Buemi – Toyota TS050 Hybrid (#8) – 1:26.657[7]
- Rennserie: 2. Lauf zur FIA-Langstrecken-Weltmeisterschaft 2019/20